# Haldun Dormen
Haldun Dormen (5 de abril de 1928) es un actor y director de cine, teatro y series de televisión turco. Es de ascendencia turcochipriota.

## Biografía

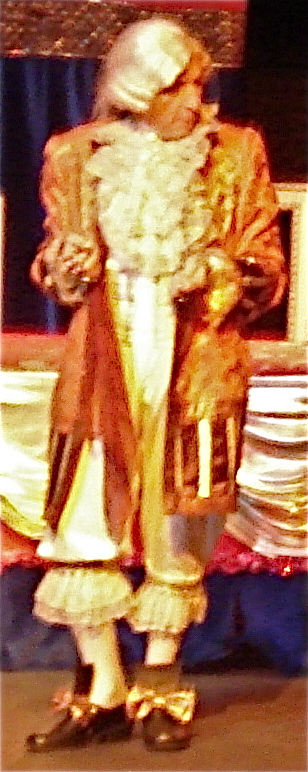
Haldun Dormen en The Bourgeois Gentleman como Monsieur Jourdain

Su padre Sait Ömer Bey era un empresario chipriota, mientras que su madre, Nimet Rüştü Hanım, era hija de un pasha de Estambul. Su familia se estableció en Şişli antes del primer cumpleaños de Dormen. Tuvo su primera experiencia en teatro durante su adolescencia en la escuela secundaria Galatasaray, interpretando a un personaje en una obra titulada Demirbank. Terminó su educación en el Robert College. A los ocho años, su pie izquierdo resultó herido debido a un accidente.
Para su educación teatral, fue a los Estados Unidos y estudió en la Universidad de Yale. Se graduó con una maestría. Durante dos años, trabajó como actor y director en varios teatros estadounidenses. Actuó en 4 obras de teatro en Pasadena Playhouse en Hollywood. Cuando regresó a Estambul, ingresó al escenario Küçük Sahne bajo la dirección de Muhsin Ertuğrul y tuvo su primer papel frente a la audiencia turca con la obra Cinayet Var.

## Carrera
En la noche del 22 de agosto de 1955, actuó en la primera obra de teatro organizada por el Teatro Dormen en el cine Süreyya. Continuó apareciendo en obras en el Teatro Küçük Sahne después de recibir una oferta en septiembre de 1957. El mismo año, fundó el Teatro Dormen con la comedia Papaz Kaçtı. En sus obras participaron docenas de artistas, incluidos Erol Günaydın, Altan Erbulak, Metin Serezli, Nisa Serezli, Erol Keskin, İzzet Günay, Yılmaz Köksal y Ayfer Feray. Tuvo su período de oro entre los años 1957-1972. En 1961, llevó el primer musical de temática occidental en escenarios turcos bajo el título Street Girl İrma. La actriz Gülriz Sururi se dio a conocer en Turquía con su papel de İrma en esta obra. En 1962, se mudó al histórico Teatro Ses en Beyoğlu, y continuó sus obras allí durante 10 años.
Posteriormente dirigió dos películas: Bozuk Düzen y Güzel Bir Gün İçin. Junto al grupo del Teatro Dormen, aparecieron personajes como Belgin Doruk, Ekrem Bora, Nurhan Nur, Müşfik Kenter y Nedret Güvenç en estas películas. Ambas recibieron siete premios en total en el Golden Orange Film Festival en 1966 y 1967, pero no tuvieron éxito comercial en la taquilla.
En 1972, cerró su teatro y se enfocó en la televisión, la escritura y la enseñanza. Luego apareció en numerosos programas de televisión como Unutulanlar, Anılarla Söyleşi, Kamera Arkası, Dadı, y Popstar Türkiye . Luego se unió a Milliyet como periodista y contribuyó a la columna Variaciones. Su carrera en Milliyet duró ocho años.
En 1981, conoció a Egemen Bostancı. Más tarde, escribió y dirigió los musicales Hisseli Harikalar Kumpanyası y Şen Sazın Bülbülleri. En 1984, con la insistencia de Egemen Bostancı, restableció el Teatro Dormen y la organización continuó operando durante 17 años. Durante esos años, llevó The Luxurious Life al escenario en los teatros de la ciudad de Estambul con Gencay Gürün como productora. Posteriormente dirigió la obra para la Ópera de Esmirna y Mersin y el Teatro de la ciudad de Eskişehir.
En 2002, cerró su teatro por razones económicas, pero continuó actuando y dirigiendo.
Ha escrito cinco libros, incluidas cuatro biografías ("Sürç-ü Lisan Ettikse", "Antrakt", "İkinci Perde", "Nerede Kalmıştık") y dos obras de teatro. Su obra Kantocu, que da luz sobre las experiencias de artistas femeninas durante los años de la fundación de la República, se presentó en Estambul, Eskişehir y Ankara.

## Vida personal
Se casó con Betül Mardin, en 1959. El matrimonio tuvo un hijo llamado Ömer. Se divorciaron después de ocho años.

## Filmografía
Actor:
- "Guzel Bir Gün İçin" (1965)
- "Hüdaverdi - Pırtık" (1971)
- "Bizimkiler" (1971)
- "Yorgun Savaşçı" (1979)
- "Gırgıriye" (1981)
- "Dadı" (serie de televisión) (2001)
- "Yeşil Işık" (2002)
- "Sayın Bakanım" (serie de televisión) (2004)
- "Vuurzee" (serie de televisión holandesa) (2005 - 2006/2009)
- "" Unutulmayanlar " (2006)

Director:
- "Guzel Bir Gün İçin" (1965)
- " Bozuk Düzen" (1966)

Productor:
- "Guzel Bir Gün İçin" (1965)
- " Bozuk Düzen" (1966)